# Akadémiai ünnepi nyitány
Az op. 80-as Akadémiai ünnepi nyitány (eredeti német címén Akademische Festouvertüre) Johannes Brahms 1880-ban írt zenekari darabja.

## A mű születése
Brahms, az elismert zeneszerző abban a kitüntetésben részesült, hogy a Wrocławi (Boroszlói) Egyetem bölcsészkara díszdoktorává avatta. Az ünnepségre 1879. március 11-én került sor. Brahms, aki gyűlölte a nagy „felhajtást” a személye körül, előbb levélben köszönte meg az elismerést, de Bernard Scholz karmester, aki tulajdonképpen jelölte őt a címre, meggyőzte, hogy fajsúlyosabb köszönettel tartozik az intézménynek. A komponista egy diákdalokból építkező zenekari nyitány mellett döntött, amit 1880 augusztusában írt meg.
A darab bemutatója 1881. január 4-én volt az egyetemen. Első kiadása Nicolaus Simrock berlini kiadó nevéhez fűződik (1881).

## A zene
Brahms vidám darabot írt, művében egyetemi diákdalokat dolgozott fel. Kompozíciójával éppen ezért a bemutatón nem kis megütközést keltett a hallgatóságban, az iskola méltóságokban, akik egy ünnepélyes, méltóságteljes darabot vártak, ehelyett mulatós, duhajkodó, sőt „ivós” dalokat hallottak a diákság életéből. Meg kell jegyezni, hogy művét maga Brahms is csak „Janicsár-nyitány” néven emlegette, a túlzott „csinnadratta”, a nagydob, a cintányér és a triangulum erőteljes alkalmazása miatt. Ráadásul az egyik dalt még 1871-ben be is tiltották „felforgató” tartalma miatt, amit több helyen már feloldottak ugyan, de a tiltás Bécsben még az 1880-as években is érvényes volt. Emiatt a hatóságok két héttel késleltették a nyitány bécsi bemutatóját, tartva a diákság esetleges nem kívánt reakciójától.
A kompozícióban idézett első dallam – a trombiták bevezetésével – éppen a betiltott dal (Wir hatten gebauet ein stattliches Haus) ami eredetileg egy türingiai népi dallam volt, innen került az 1819-ben feloszlatott, a szellemi és társadalmi megújulásért küzdő jénai diáktestvériség kapcsán – Daniel August von Binzer szövegével – a főiskolai diákság dalai közé. A magyar egyetemi diákhagyományokban a kohász himnusz őrizte meg kezdő dallamát. Érdekesség, hogy ez a dallam lett később Mikronézia himnusza. Azután sorra következnek az újabb dallamok: Der Landesvater, Was kommt dort von der Höh (a selmeci örökség Balekkeresztelő dala) , de a nagy ötlet a Gaudeamus igitur megjelenése, amely diadalmasan bontakozik ki az addigi dallamok anyagából, és végül az egész zenekar előadásában ezzel fejeződik be kompozíció.
Az Akadémiai ünnepi nyitány népszerű zenedarab, szimfonikus hangversenyeken gyakran adják elő, de részletei egyetemi, főiskolai ünnepségeken is gyakran felhangzanak. Dallamait a selmeci diákhagyományokat ápoló felsőoktatási intézmények hallgatói is jól ismerik, mint közismert diákdalokat.

## Hangszerelés
A szimfónia előadói apparátusa: piccolo, két fuvola, két oboa, két klarinét, két fagott, kontrafagott, négy kürt, három trombita, három harsona, tuba, üstdob, nagydob, cintányér, triangulum és  a vonós hangszerek.
Előadása – tempóválasztástól függően – mintegy 10 és fél percet vesz igénybe.

## Hallgassuk meg!
Brahms: Akadémiai ünnepi nyitány

## Fordítás
- Ez a szócikk részben vagy egészben  az   Academic Festival Overture című angol Wikipédia-szócikk ezen változatának fordításán alapul.  Az eredeti cikk szerkesztőit annak laptörténete sorolja fel. Ez a jelzés csupán a megfogalmazás eredetét és a szerzői jogokat jelzi, nem szolgál a cikkben szereplő információk forrásmegjelöléseként.